# Rufio Vivenzio Gallo
Rufio Vivenzio Gallo (latino: Rufius Viventius Gallus; fl. metà V secolo) è stato un politico romano, praefectus urbi di Roma.
La sua esistenza è attestata da due iscrizioni presenti nell'antica basilica di San Pietro in Vaticano, che celebrano alcuni restauri della basilica da lui finanziati. Nelle iscrizioni è citato il nome di sua madre, Anastasia; andrebbe identificata con la moglie di Avito Mariniano, e quindi Gallo sarebbe il fratello di Rufio Pretestato Postumiano.
Come il padre prima di lui, Gallo aveva un settore riservato sul podio dell'Anfiteatro Flavio.
Le iscrizioni lo dicono ex-prefetto dell'Urbe; avrebbe ricoperto la carica verso la metà del quinto secolo.